# 貝內斯峰
貝內斯峰（英語：Benes Peak）是南極洲的山峰，位於瑪麗伯德地，處於阿爾達斯山以東7公里，海拔高度2,450米，由美國地質調查局測量，現時由南極條約體系管理。